# 금오중학교 (경기)
금오중학교(金梧中學校)는 대한민국 경기도 의정부시 금오동에 있는 공립 중학교이다.

## 학교 연혁
- 1984년 3월 1일 : 금오여자중학교 개교
- 1984년 3월 1일 : 초대 권혁로 교장 취임
- 1987년 2월 20일 : 제1회 졸업식(380명)
- 2004년 4월 6일 : 외국어교육 기반 조성교 선정
- 2007년 3월 1일 : '금오중학교' 로 교명 변경
- 2009년 3월 18일 : 체육관(청운관) 준공
- 2010년 9월 2일 : 학교급식 조리실 및 학생식당 완공
- 2016년 2월 4일 : 제30회 졸업식(285명, 총 13.046명)
- 2021년 3월 1일 : 제12대 최미향 교장 취임

## 참고 자료
- 금오중학교 - 한국교육학술정보원 학교알리미